# Гисар, Артуро
Артуро Гисар (исп. Arturo Guizar) (5 мая 1950, Мичоакан-де-Окампо, Мексика) — известный мексиканский актёр и сотрудник административной группы (ассистент координаторов производства, начальник по распределению ролей среди актёров).

## Биография
Родился 5 мая 1950 года в Мичоакан-де-Окампо. Является представителем большой и известной в Мексике актёрской династии: дед — выдающиеся мексиканский актёр Тито Гисар, старший брат -  актёр Мануэль Гисар. Вскоре после рождения юный актёр заявил родителям, что хочет стать актёром и они привели его к продюсеру Валентину Пимштейну, и тот тут же молодого начинающего актёра пустил в ход дела - дал ему эпизодическую роль в сериале Богатые тоже плачут, там же снялся и его старший брат в роли врача-мошенника Франсиско Гомеса Окампо. Эпизодическая роль с 1-го раза прославила его, и удачи следуют за удачами и вскоре он получил статус известного мексиканского актёра. По состоянию на сегодняшний день актёр по-прежнему снимается в сериалах. Кроме актёрской карьеры, работает также и в административной группе — занимает должности ассистента координаторов производства и начальника по распределению ролей среди актёров.

## Фильмография

### В качестве актёра

#### Сериалы

##### Свыше 2-х сезонов
- 1985-2007 — Женщина, случаи из реальной жизни (всего 20 сезонов).
- 2008-н. в. — Роза Гваделупе (всего 13 сезонов) — Врач-офтальмолог.
- 2011-н. в. — Как говорится (всего 10 сезонов) — доктор Руис.
- 2017-19 — У моего мужа есть семья (всего 3 сезона) — Руфо.

##### Televisa
- 1979 — Богатые тоже плачут
- 1981 — Дом, который я ограбила — Исидоро.
- 1984 — Принцесса — Энрике.
- 1987-88 — Дикая Роза — Руфино.
- 1989 — Моя вторая мама — Акилес Канто Росас (слуга Долорес)
- 1989-90 — Просто Мария — Бальдомеро.
- 1992 — Дедушка и я — Падре Доминго.
- 1994 — Начать сначала — репортёр.
- 1995 — Алондра
- 2001-02 — Страсти по Саломее — Абель.
- 2003 — Фата невесты — Адвокат Йепес.
- 2006 — Битва страстей — Ифигения.
- 2007-08  Секс и другие секреты
- 2014-15 — Моё сердце твоё
- 2016 — Мечта о любви — Ренато.

#### Фильмы
- 1991 — В ночь
- 2005 — Алкоголь

### В качестве сотрудника административной группы

#### Сериалы

##### Televisa
- 1989-90 - Просто Мария — начальник по распределению ролей среди актёров.
- 1991 — Шаловливая мечтательница — ассистент координаторов производства.

Информация о актёре Артуро Гисаре взята из различных статей журнала "Сериал".